# Лоренс Норткотт
Лоренс Норткотт (англ. Lawrence Northcott, нар. 7 вересня 1908, Калгарі — пом. 7 листопада 1986) — канадський хокеїст, що грав на позиції захисника, крайнього нападника.
Володар Кубка Стенлі. 

## Ігрова кар'єра
Хокейну кар'єру розпочав 1926 року.
Протягом професійної клубної ігрової кар'єри, що тривала 12 років, захищав кольори команд «Монреаль Марунс» та «Чикаго Блек Гокс».
Загалом провів 477 матчів у НХЛ, включаючи 31 гру плей-оф Кубка Стенлі.

## Тренерська робота
Тренував у сезоні 1940/41 клуб Манітобської юніорської хокейної ліги «Вінніпег Рейнджерс».

## Нагороди та досягнення
- Перша команда всіх зірок НХЛ — 1933.
- Володар Кубка Стенлі в складі «Монреаль Марунс» — 1935.

## Статистика
| Сезон        | Клуб                | Ліга         | Регулярний сезон | Регулярний сезон | Регулярний сезон | Регулярний сезон | Регулярний сезон | Плей-оф | Плей-оф | Плей-оф | Плей-оф | Плей-оф |
| Сезон        | Клуб                | Ліга         | І                | Г                | П                | О                | ШХ               | І       | Г       | П       | О       | ШХ      |
| ------------ | ------------------- | ------------ | ---------------- | ---------------- | ---------------- | ---------------- | ---------------- | ------- | ------- | ------- | ------- | ------- |
| 1926–27      | «Брантфорд»         | ОХА          | —                | —                | —                | —                | —                | —       | —       | —       | —       | —       |
| 1927–28      | Haileybury YMCA     | NOHA         | —                | —                | —                | —                | —                | —       | —       | —       | —       | —       |
| 1928–29      | «Норт-Бей Трепперс» | NOHA         | —                | —                | —                | —                | —                | —       | —       | —       | —       | —       |
| 1928–29      | «Монреаль Марунс»   | НХЛ          | 5                | 0                | 0                | 0                | 0                | —       | —       | —       | —       | —       |
| 1929–30      | «Монреаль Марунс»   | НХЛ          | 43               | 10               | 1                | 11               | 6                | 4       | 0       | 0       | 0       | 4       |
| 1930–31      | «Монреаль Марунс»   | НХЛ          | 22               | 7                | 3                | 10               | 15               | 2       | 0       | 1       | 1       | 0       |
| 1930–31      | «Віндзор Бульдогс»  | ІХЛ          | 21               | 12               | 6                | 18               | 18               | —       | —       | —       | —       | —       |
| 1931–32      | «Монреаль Марунс»   | НХЛ          | 48               | 19               | 6                | 25               | 33               | 4       | 1       | 2       | 3       | 4       |
| 1932–33      | «Монреаль Марунс»   | НХЛ          | 48               | 22               | 21               | 43               | 30               | 2       | 0       | 0       | 0       | 4       |
| 1933–34      | «Монреаль Марунс»   | НХЛ          | 47               | 20               | 13               | 33               | 27               | 4       | 2       | 0       | 2       | 0       |
| 1934–35      | «Монреаль Марунс»   | НХЛ          | 47               | 9                | 14               | 23               | 44               | 7       | 4       | 1       | 5       | 0       |
| 1935–36      | «Монреаль Марунс»   | НХЛ          | 48               | 15               | 21               | 36               | 41               | 3       | 0       | 0       | 0       | 0       |
| 1936–37      | «Монреаль Марунс»   | НХЛ          | 46               | 15               | 14               | 29               | 18               | 5       | 1       | 1       | 2       | 2       |
| 1937–38      | «Монреаль Марунс»   | НХЛ          | 46               | 11               | 12               | 23               | 50               | —       | —       | —       | —       | —       |
| 1938–39      | «Чикаго Блек Гокс»  | НХЛ          | 46               | 5                | 7                | 12               | 9                | —       | —       | —       | —       | —       |
| Усього в НХЛ | Усього в НХЛ        | Усього в НХЛ | 446              | 133              | 112              | 245              | 273              | 31      | 8       | 5       | 13      | 14      |